# Dalibor (opera)
Dalibor – grand opéra w trzech aktach kompozycji Bedřicha Smetany z librettem Josefa Weniga, której prapremiera odbyła się 16 maja 1868 w Pradze. Jej akcja dzieje się w XV-wiecznej Pradze, zaś jej głównym bohaterem jest legendarny rycerz Dalibor z Kozojed. Dzieło, inspirowane operą Lohengrin Richarda Wagnera, rozwija się z jednego motywu oraz charakteryzuje się specyficznymi dialogami, które przybierają formę pośrednią pomiędzy recytatywem a śpiewem. Według Zdeňka Nejedlego „od czasu Niemej z Portici nie powstało dzieło tak rozpłomienione żarem rewolucyjnym jak Dalibor”.

## Osoby[2]
- Władysław (król) – bas
- Budivoj (wojskowy) – baryton
- Beneš (strażnik więzienny) – bas
- Dalibor (rycerz) – tenor
- Vitek (giermek Dalibora) – tenor
- Jitka (wieśniaczka) – sopran
- Milada – sopran

## Treść

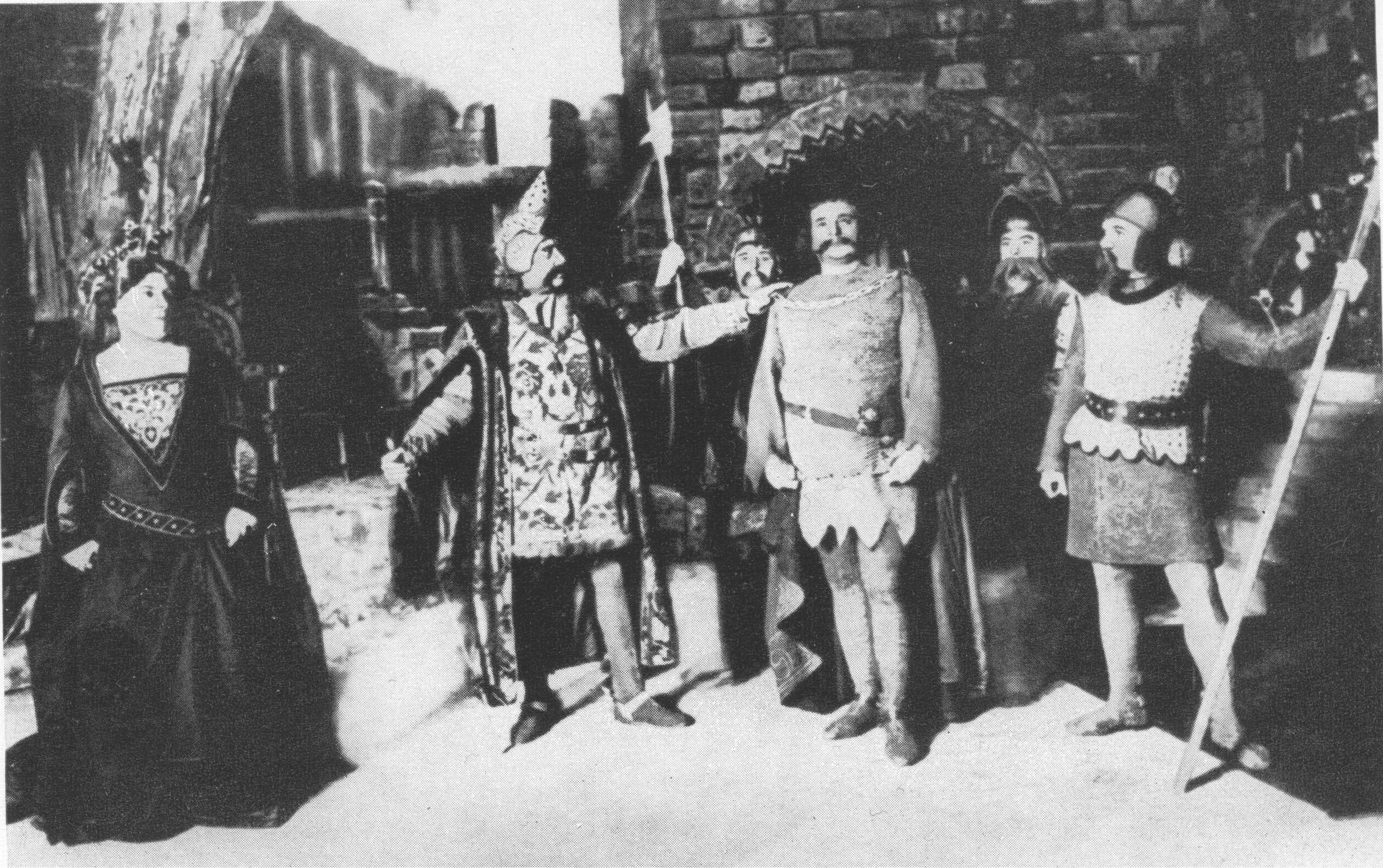
Inscenizacja Dalibora w Staatsoper Unter den Linden (1909). Ernst Kraus jako Dalibor oraz Ema Destinnová jako Milada.

### Akt I
Dalibor, pragnąć pomścić śmierć swojego przyjaciela Zdenka, zabija burgrabiego ploškovickiego, w związku z czym zostaje pojmany. Milada, siostra burgrabiego, oskarża rycerza przed Władysławem, zmienia jednak zdanie pod wpływem oczarowania jego odwagą, kiedy pomógł Jitce, gdy ta została sierotą, o czym wieśniaczka opowiada w czasie sądu. Siostra burgrabiego rezygnuje z oskarżenia, jednakże król skazuje Dalibora na dożywotnie więzienie, przez co Milada oraz Jitka postanawiają uwolnić rycerza.

### Akt II
Zbrojna grupa pod przewodnictwem zakochanego w wieśniaczce Vitka zbiera się na przedmieściach Pragi, w celu oswobodzenia Dalibora. Zjawia się Jitka, która informuje grupę o wyroku na rycerza oraz propozycji pomocy złożonej przez siostrę burgrabiego. Milada, przebierając się za mężczyznę, zatrudnia się jako służba u Beneša, strażnika w więzieniu, w którym osadzono Dalibora. Strażnik litując się nad losem rycerza oraz ufając Miladzie, pozwala zanieść jej do jego celi skrzypce. Dalibor śni o Zdenku grającym na tym instrumencie. Przybywa Milada, która prócz skrzypiec daje rycerzowi również pilnik do przepiłowania krat w oknie. Siostra burgrabiego ujawnia Daliborowi swoją prawdziwą tożsamość oraz wyznaje mu miłość prosząc jednocześnie o wybaczenie.

### Akt III
Beneš rozpoznaję zdradę Milady (o planowanym spisku ostrzegał go w II odsłonie II aktu Budivoj), której udaje się uciec. Doradcy Władysława namawiają go do wydania wyroku śmierci na Dalibora, co ich zdaniem zapobiegnie powstaniu ludowemu. Król po długich wahaniach zgadza się. Dalibor, przebywając w swojej celi, postanawia zagrać na skrzypcach, w których od razu pęka jedna ze strun (ich dźwięk miał być sygnałem do ataku dla grupy zebranej w okolicach więzienia). W tej samej chwili przybywa wojskowy przynosząc rycerzowi wiadomość o wyroku. Grupa, słysząc zamiast skrzypiec dźwięk „dzwonu śmierci” postanawia zaatakować, czego efektem jest oswobodzenie Dalibora w drodze na plac straceń, a jednocześnie ranienie Milady, która umiera w jego ramionach. Grupa ulega królewskiemu wojsku, wraz z Daliborem, który ginie w pojedynku z Budivojem.